# (12701) Chénier
12701 Chenier (1990 GE) – planetoida z grupy pasa głównego asteroid okrążająca Słońce w ciągu 3,57 lat w średniej odległości 2,33 j.a. Odkryta 15 kwietnia 1990 roku.